# Embasta

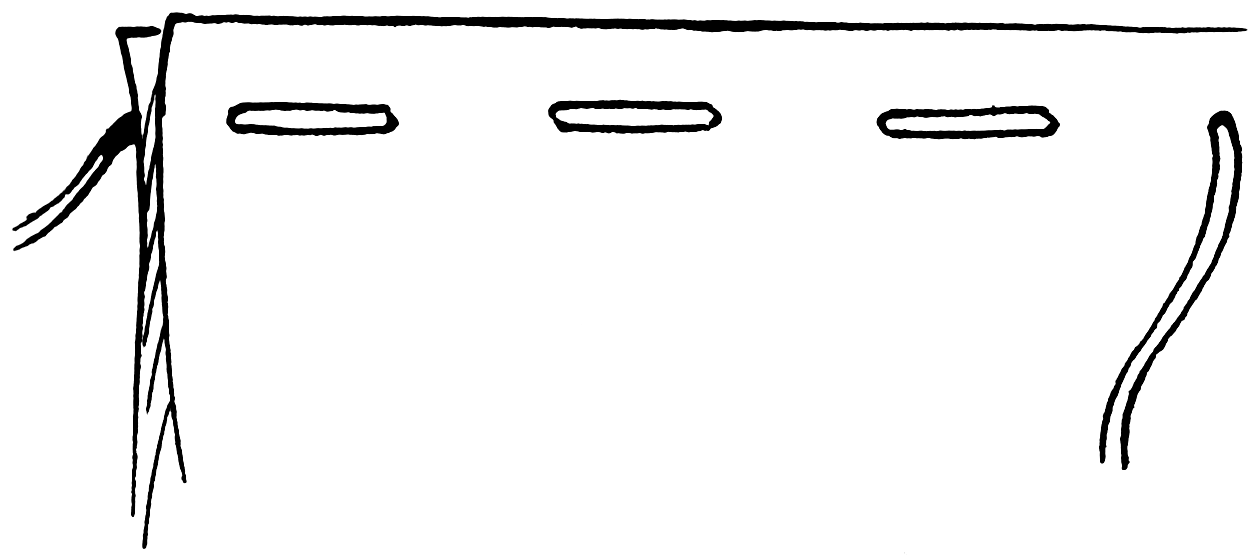
Punt d'embasta

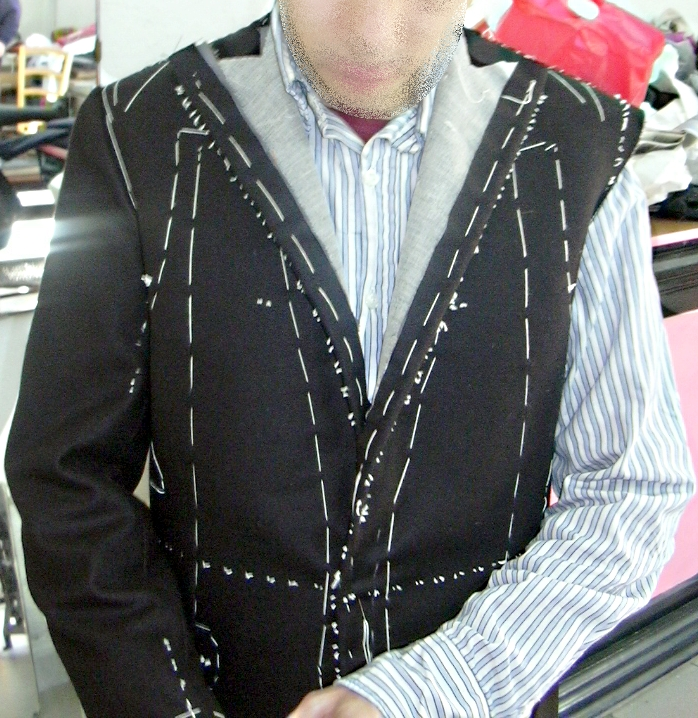
Jaqueta, amb un gran embastat blanc

En costura, una embasta (o basta) consisteix en connectar dues parts de teixit mitjançant un punt temporal.
Aquest punt en general es realitza manualment utilitzant una puntada llarga. Certes màquines de cosir posseeixen un dispositiu que permet embastar, és el cas per la Bernina 930, d'unes altres marques tenen igualment aquesta possibilitat que consisteix a fer un punt de cada dos o de cada tres.
Puntada, la unió temporal porta a terme en dues o més tela "virar" es diu. En general, les peces fetes principalment en costura frontal per preparar la sembra és un tipus de puntada fàcilment desmuntable. Sastres, abans de plantar determinada per facilitar les operacions de sembra es realitza amb afecció embastat. La producció en massa abans de plantar embastat definitivament no es fa.
--
Les tècniques de plantació i ajustades que s'usen en totes les fases de la línia de embastat producte. A causa que les persones es desplacen a qualsevol part de les marques i senyals per a treballs especials és molt important. Plomes combinació de vores, corbant la vora de la faldilla per determinar el centre davanter, que cobreix el coll de entretela es dona com un exemple del marcat de línies corbes.
--
és un terme utilitzat en connexió amb cosir.  virades s'utilitza per proporcionar un alliberament ràpida, temporal  costures per aplicar, amb l'objectiu d'eliminar de nou més tard. Per ruixar la carn s'utilitza un bon contrast de colors, generalment de color blanc. El cotó és especial virades - a diferència d'altres fils - intencionadament feble, així que és fàcil de trencar.

## Objectius
Amb cordons es realitza de diferents maneres, depenent de la finalitat proposada:
- Per temporalment  zoom per a la creació o la costura fins que pugui ser aplicada de forma permanent. Això es pot fer a mà, o amb una màquina de cosir especial.

- Per temporalment  coll d'encaix,  volants per confirmar, o un altre acabat en la roba, de manera que el component es pot treure fàcilment per a la seva neteja, o portar una altra peça. En aquest cas, el embastat amb la mà que es va fer, de tal manera que són pràcticament invisible a l'exterior de la peça.

- Per tal de dur a terme fora de les marques del patró de caràcter a la tela, per exemple, amb la finalitat de marcar el punt en el qual dues peces de tela han d'encaixar un contra l'altre. S'utilitza una puntada especial solts en bucle. Això es fa sovint quan les dues propietats oposades de la mentida peça un contra l'altre, de manera que la puntada es fa exactament en el mateix lloc. a continuació, es talla la puntada, de manera que el marcador es manté al seu lloc.